# Lukas Dhont
Lukas Dhont, född 1991, är en belgisk filmregissör och manusförfattare.
Hans film Girl belönades med Caméra d'Or vid filmfestivalen i Cannes. Hans film Close fick juryns stora pris i Cannes och nominerades till en Oscar för bästa internationella långfilm.

## Filmografi (i urval)
- 2018 – Girl
- 2022 – Close